# سیمپسون (کانزاس)
سیمپسون (به انگلیسی: Simpson) شهری در ایالت کانزاس کشور ایالات متحده آمریکا است که جمعیت آن در سرشماری سال ۲۰۱۰ میلادی، ۸۶ نفر بوده‌است.